# Tord d'Enggano
El tord d'Enggano (Geokichla leucolaema) és un ocell de la família dels túrdids (Turdidae).

## Hàbitat i distribució
Habita els boscos de l'illa Enggano, propera a l'oest de Sumatra